# 51e Match des étoiles de la Ligue nationale de hockey
Match précédent Match suivant
Le 51e Match des étoiles de la LNH eu lieu le 4 février 2001 dans l'amphithéâtre de l'Avalanche du Colorado : le Pepsi Center. Ce match est celui où fut marqué le plus grand nombre de buts dans un Match des étoiles. Les joueurs furent divisés en deux groupes : ceux de l'Amérique du Nord et les joueurs du « reste du monde ». Les nord-américains l'emportèrent par la marque de 14 à 12 face aux autres joueurs.

## Effectif

### Amérique du Nord
- Entraîneur : Jacques Martin ; Sénateurs d'Ottawa
- Entraîneur-adjoint : Larry Robinson, Devils du New Jersey

Gardiens :
- 01 Sean Burke, Canada ; Coyotes de Phoenix
- 30 Martin Brodeur, Canada ; Devils du New Jersey
- 33 Patrick Roy, Canada ; Avalanche du Colorado

Défenseurs :
- 03 Rob Blake[2], Canada ; Kings de Los Angeles
- 04 Scott Stevens, Canada ; Devils du New Jersey
- 05 Brian Leetch, États-Unis ; Rangers de New York
- 27 Scott Niedermayer, Canada ; Devils du New Jersey
- 55 Ed Jovanovski, Canada ; Canucks de Vancouver
- 77 Raymond Bourque, Canada ; Avalanche du Colorado

Attaquants :
- 09 Paul Kariya, AG, Canada ; Mighty Ducks d'Anaheim
- 10 Tony Amonte, AD, États-Unis ; Blackhawks de Chicago
- 12 Simon Gagné, C, Canada ; Flyers de Philadelphie
- 13 Bill Guerin, AD, États-Unis ; Bruins de Boston
- 14 Theoren Fleury, AD, Canada ; Rangers de New York
- 16 Brett Hull, AD, États-Unis ; Stars de Dallas
- 19 Joe Sakic, C, Canada ; Avalanche du Colorado
- 20 Luc Robitaille, AG, Canada ; Kings de Los Angeles
- 28 Donald Audette, AD, Canada ; Thrashers d'Atlanta
- 39 Doug Weight, C, États-Unis ; Oilers d'Edmonton
- 41 Jason Allison, C, Canada ; Bruins de Boston
- 66 Mario Lemieux, C, Canada ; Penguins de Pittsburgh  Capitaine

### Reste du monde
- Entraîneur : Joel Quenneville, Blues de Saint-Louis
- Entraîneur-adjoint : Bob Hartley, Avalanche du Colorado

Gardiens :
- 32 Roman Čechmánek, République tchèque ; Flyers de Philadelphie
- 35 Ievgueni Nabokov, Kazakhstan ; Sharks de San José
- 39 Dominik Hašek, République tchèque ; Sabres de Buffalo

Défenseurs :
- 05 Nicklas Lidström, Suède ; Red Wings de Détroit
- 08 Sandis Ozoliņš, Lettonie ; Hurricanes de la Caroline
- 11 Marcus Ragnarsson, Suède ; Sénateurs d'Ottawa
- 27 Teppo Numminen, Finlande ; Coyotes de Phoenix
- 44 Janne Niinimaa, Finlande ; Oilers d'Edmonton
- 55 Sergueï Gontchar, Russie ; Capitals de Washington

Attaquants :
- 10 Pavel Boure, AD, Russie ; Panthers de la Floride
- 13 Mats Sundin, C, Suède ; Maple Leafs de Toronto
- 14 Radek Bonk, C, République tchèque ; Sénateurs d'Ottawa
- 15 Sergueï Samsonov, AG, Bruins de Boston
- 18 Marián Hossa, AD, Slovaquie ; Sénateurs d'Ottawa
- 19 Markus Näslund, AG, Suède ; Canucks de Vancouver
- 21 Peter Forsberg, C, Suède ; Avalanche du Colorado  Capitaine
- 23 Milan Hejduk[3], AD, République tchèque ; Avalanche du Colorado
- 33 Žigmund Pálffy, AD, Slovaquie ; Kings de Los Angeles
- 34 Fredrik Modin, AG, Suède ; Lightning de Tampa Bay
- 72 Alekseï Kovaliov, AD, Russie ; Penguins de Pittsburgh
- 91 Sergueï Fiodorov, C, Russie ; Red Wings de Détroit

## Feuille de match
| 4 février 2001 | Reste du monde | 12-14 (3-3, 4-6, 5-5) | Amérique du Nord | Pepsi Center 18 646 spectateurs |

| Feuille de match          | Feuille de match | Feuille de match | Feuille de match | Feuille de match                                                      |
| ------------------------- | --- | --- | --- | --------------------------------------------------------------------- |
|                           | Sundin (Modin, Lindströmo) — 8 min 1 s Sundin (Modin, Numminen) — 17 min 5 s Forsberg (Samsonov) — 17 min 26 s Näslund (Gontchar, Hossa) — 22 min 40 s Samsonov (Forsberg, Lidström) — 28 min 8 s Pálffy (Modin, Sundin) — 37 min 1 s Fiodorov (Boure, Kovaliov) — 39 min 35 s Hejduk (Ozoliņš, Forsberg) — 41 min 5 s Bonk (Näslund, Hossa) — 45 min 50 s Fiodorov (Boure, Nummine) — 48 min 55 s Kovaliov (Sundin, Gontcha) — 53 min 57 s Lidström (Pálffy, Modin) — 59 min 59 s | 0-1 1-1 1-2 1-3 2-3 3-3 4-3 4-4 4-5 4-6 5-6 5-7 5-8 6-8 6-9 7-9 8-9 8-10 8-11 9-11 10-11 10-12 11-12 11-13 11-14 12-14 | Fleury (Kariya, Stevens) — 49 s Guerin (Weight) — 11 min 22 s Robitaille (Allison, Blake) — 12 min Amonte (Weight) — 23 min 25 s Lemieux (Stevens) — 24 min 53 s Sakic (Kariya, Fleury) — 26 min 59 s Amonte (Guerin, Leetch) — 28 min 36 s Guerin (Amonte) — 34 min 36 s Robitaille (Audette) — 38 min 13 s Weight (Amonte, Guerin) — 42 min 56 s Gagné (Lemieux, Hull) — 45 min 16 s Fleury (Kariya) — 52 min 3 s Gagné — 57 min 7 s Guerin (Jovanovski, Weight) — 57 min 58 s | Arbitrage : Mick McGeough, Richard Trottier Randy Mitton, Mark Wheler |
| Hašek, Čechmánek, Nabokov | Gardiens | Roy, Burke, Brodeur | | Arbitrage : Mick McGeough, Richard Trottier Randy Mitton, Mark Wheler |
|                           | | | | Arbitrage : Mick McGeough, Richard Trottier Randy Mitton, Mark Wheler |
| 45                        | Tirs | 53 | | Arbitrage : Mick McGeough, Richard Trottier Randy Mitton, Mark Wheler |